# 菅良二
菅 良二（かん りょうじ、1943年（昭和18年）8月27日 - ）は、日本の政治家。愛媛県今治市長（3期）、愛媛県議会議員（2期）、大三島町長（2期）、大三島町議会議員（5期）等を務めた。

## 来歴
愛媛県今治市大三島町生まれ。愛媛県立今治南高等学校、第一薬科大学薬学部卒業。薬剤師免許を取得している。
製薬会社での勤務を経て、大三島に帰郷し薬局を開業。1977年、大三島町議会議員選挙に出馬し、初当選。以後5期連続当選。

### 大三島町長
5期目の任期途中で町議を辞職し、菅省三町長死去に伴い1996年に行われた大三島町長選挙に立候補し初当選。2000年の大三島町長選挙でも再選を果たした。
町長時代には伯方塩業の誘致実現やラントゥレーベン大三島（滞在型農園施設）の整備等を手がけた。また平成の大合併により様々な合併の枠組みが議論される中で、今治市･越智郡11町村での合併の枠組みに参加。2005年に大三島町は新「今治市」の一部となった。

### 愛媛県議会議員
今治市・越智郡11町村での合併協議会が設立され、合併への道筋がついた2002年12月に任期途中で町長を辞職。2003年の愛媛県議会議員選挙に越智郡選挙区から自民党公認で立候補し初当選した。その後、選挙区は「今治市・越智郡選挙区」に統合される。愛媛県議は2期務める。

### 今治市長
2009年に愛媛県議を辞職し、今治市長選挙に出馬。現職の越智忍市長を破り当選した。2013年の今治市長選挙では新人候補に4万票以上の差をつけて再選。2017年1月29日の今治市長選挙では無投票で3選を果たした。2021年の同市長選挙で4選を目指したが元愛媛県議会議員の徳永繁樹に敗れ落選。
在任中には、バリクリーン（今治市クリーンセンター）の整備や岡山理科大学獣医学部の誘致を実現した。また自転車を活用したまちづくりに力を入れ、しまなみ海道サイクリングロードの推進を行い守山市の宮本和宏市長などと共に全国の市区町村に呼びかけて2018年11月15日に「自転車を活用したまちづくりを推進する全国市区町村長の会」を設立。全国294市区町村が参加し初代会長に就任した。また、今治市同様にサイクリングが活発な沖縄県名護市や滋賀県守山市と交流協定を締結した。
2020年12月にはコロナウイルスにより造船･海事産業が危機的な状況にあるとして、海事産業が基幹となっている全国31の自治体で「海事産業の未来を共創する全国市区町村長の会」を発足させ、代表世話人に就任した。
2013年4月から2年間、愛媛県市長会長。

### 退任後
2021年12月に学校医を務めていた娘が逝去し「子どもの健康を守りたい」という娘の思いをくみ、夫婦で2022年に今治市に計3千万円を寄付した。市教育委員会は寄付金で全小中学校にAEDを配備するなどした他、市立清水小学校と市立大三島小学校にモニュメント時計を設置した。

## 略歴
- 1962年 - 愛媛県立今治南高等学校卒業。
- 1967年 - 第一薬科大学薬学部卒業。
- 1977年 - 大三島町議会議員に初当選（5期）。
- 1991年 - 大三島町議会議長に就任。
- 1996年 - 大三島町議会議員を辞職。大三島町長選挙に立候補し、初当選。
- 2000年 - 大三島町長選挙で再選を果たす。
- 2003年 - 大三島町長を辞職。愛媛県議会議員選挙に立候補し初当選（2期）。
- 2009年 - 愛媛県議会議員を辞職。今治市長選挙に立候補し、現職の越智忍を破り初当選。
- 2013年 - 今治市長選挙で新人候補を破り当選（2選）。
- 2017年 - 今治市長選挙で無投票当選（3選）。
- 2021年 - 今治市長選挙で新人の徳永繁樹に破れ、落選。

## 人物
- 趣味は大学時代に始めた空手で、二段の有段者である[12]。
- 座右の銘は「愛郷無限」[14]。
- 激務の合間を縫って、市内で往復２０キロ程度のサイクリングを楽しむのが健康法[15]。

## 著書
- 『愛郷無限　サイクルシティ市長　まちづくりへの挑戦』（ぎょうせい、2020年）ISBN 978-4-324-10681-5